# Kurt Binder
Kurt Binder (Korneuburg, 10 de fevereiro de 1944) é um físico austríaco.
Obteve um Ph.D. em 1969 na Universidade Técnica de Viena, com habilitação em 1973 na Universidade Técnica de Munique, tornando-se um professor de Física Teórica na Universidade do Sarre (após ter rejeitado uma oferta da Universidade Livre de Berlim ). De 1977 a 1983, ele liderou um grupo de Física Teórica do Instituto de Pesquisas do Estado Sólido no Forschungszentrum Jülich, antes de tomar seu cargo atual como professor universitário de Física Teórica da Universidade de Mogúncia, Alemanha. Desde 1989, ele também é um membro externo do Max-Planck-Institute for Polymer Física em Mogúncia.
Sua pesquisa é em diversas áreas da física da matéria condensada e física estatística. Ele é mais conhecido por seu pioneirismo no desenvolvimento de simulações de Monte Carlo como uma ferramenta quantitativa em física da matéria condensada e estatísticas, estabelecendo simulações como um terceiro ramo, além de teoria e experiência, e para catalisar a sua aplicação em muitas áreas de pesquisa física. Ele fez contribuições muito importantes para diversos campos, desde transições de fase e vidros de spin para polímero física.
Binder é membro do conselho editorial de várias das principais revistas científicas, bem como de academias de ciências, na Áustria, Bulgária e Alemanha.

## Condecorações
- Medalha Max Planck da Deutsche Physikalische Gesellschaft em 1993.
- Berni J. Alder CECAM Prize em 2001.
- Staudinger-Durrer Prize at the ETH Zurich em 2003.
- Honorary doctoral degree da Marie Curie-Sklodowska University in Lublin em 2007.
- Medalha Boltzmann da International Union of Pure and Applied Physics em 2007
- First fellow of the 'Gutenberg Kolleg' em Mogúncia, 2007.